# Баришано
Баришано (итал. Barisciano) — коммуна в Италии, расположена в области Абруццо, подчиняется административному центру Л’Акуила.
Население составляет 1787 человек (на 2005 г.), плотность населения составляет 22,75 чел./км². Занимает площадь 78,56 км². Почтовый индекс — 67021. Телефонный код — 0862.
Покровителем коммуны почитается святой Флавиан, патриарх Константинопольский. Праздник ежегодно празднуется 24 ноября.
Соседние коммуны: Кастельвеккьо-Кальвизио, Л’Акуила, Прата-д'Ансидония, Поджо-Пиченце, Санто-Стефано-ди-Сессанио, Сан-Деметрио-не'Вестини, Сан-Пио-делле-Камере, Фосса.